# 美國氣候

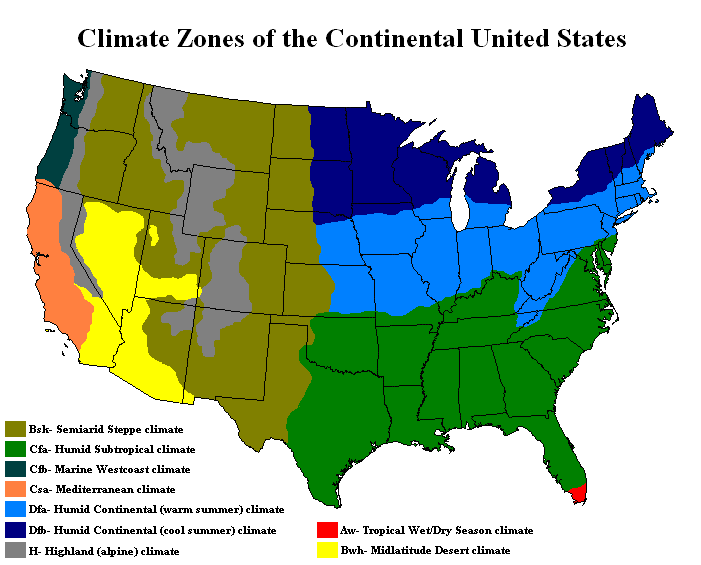
美国气候带地图

由於幅員遼闊和众多的地理特徵，美國幾乎有着世界上所有的氣候類型：
- 东北部沿海和五大湖区属柯本氣候分類法的溫帶大陸性濕潤氣候或周淑貞氣候分類法的大陆性温带阔叶林气候：受拉布拉多寒流和南下冷空气影响，冬季较冷，夏季较温和，多雨雪，年平均降雨量1000毫米左右；
- 东南部和墨西哥湾沿岸属于柯本氣候分類法的副熱帶濕潤氣候或周淑貞氣候分類法“亚热带森林气候”：受墨西哥湾暖流影响，温暖湿润，年降雨量2000毫米以上；
- 中部平原：寒暖气流均可长驱直入，夏季炎热，冬季寒冷多雪；
- 西部内陆高原：冬季干燥寒冷，夏季干燥炎热，年降雨量500毫米以下；
- 西部太平洋沿岸：南段属“亚热带地中海型气候”，北段属“海洋性温带阔叶林气候”或周淑貞氣候分類法的溫帶海洋性氣候。

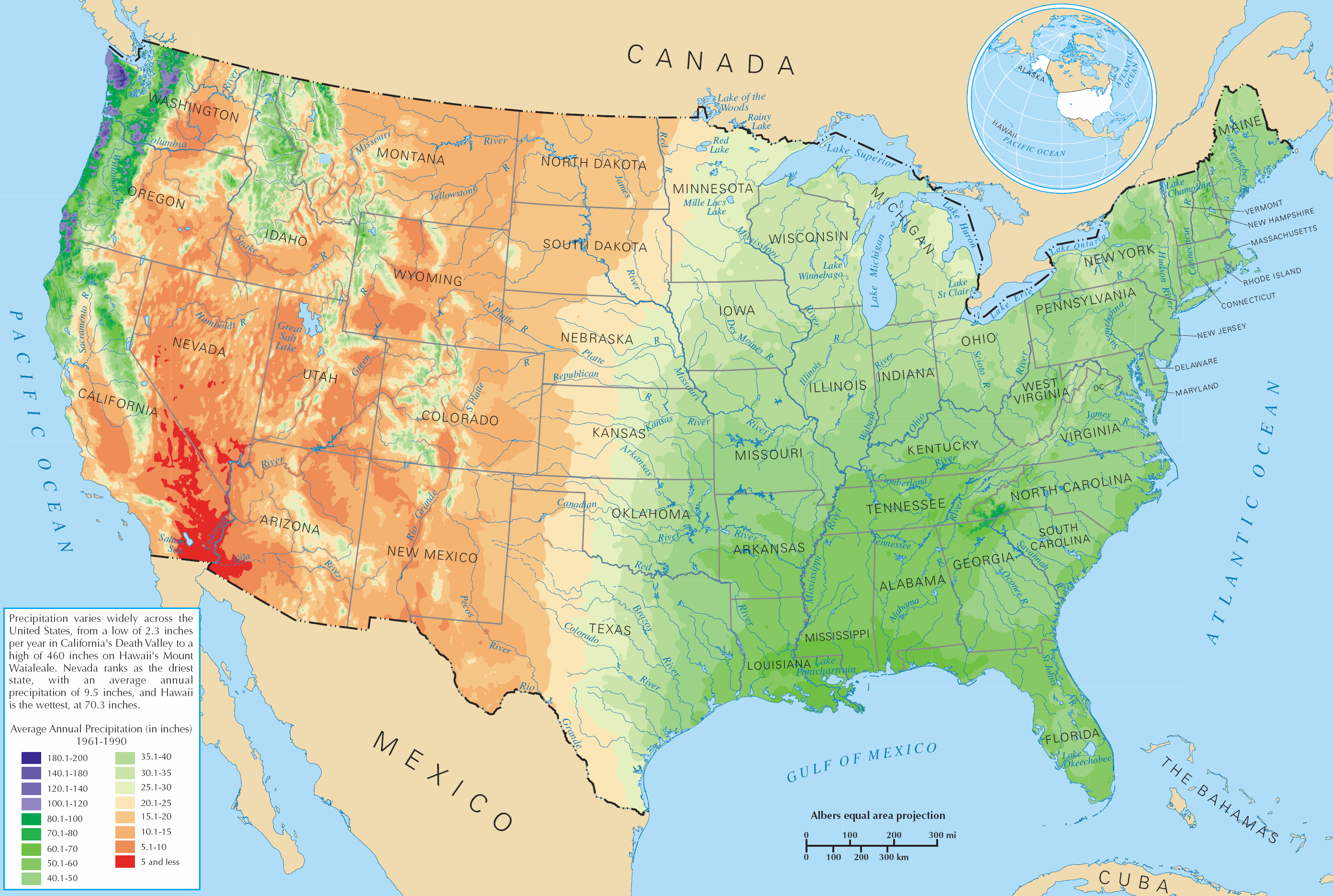
美国各地平均降雨图

影響美國氣候的主要是北極氣流，每年從太平洋帶來大規模的低氣壓，這些低氣壓在通過內華達山脈、洛磯山脈、和喀斯喀特山脈時夾帶大量水分，當這些氣壓到達中部大平原時便能進行重組，導致主要的氣團相遇而帶來激烈的大雷雨，尤其是在春季和夏季。有時這些暴雨可能與其他的低氣壓會合，繼續前往東海岸和大西洋，並會演變為更激烈的東北風暴（Nor'easter），在美國東北的中大西洋區域和新英格蘭形成廣泛而沉重的降雪。大平原廣闊無比的草原也形成許多世界上最極端的氣候轉變現象。
大盆地地區和哥伦比亚高原則是乾旱而極少降雨的地區，最乾旱時平均降雨量少於38毫米。美國西南部是乾旱的沙漠，夏季時最熱的數個禮拜溫度超過38℃。西南部和大盆地地區也會受到來自加利福尼亞灣的季风影響，偶爾會帶來少見的大雨。加利福尼亞州大多數區域都屬於地中海式气候，有時會在每年的10月至隔年的4月引發強烈豪雨，而其他月份幾乎全無降雨。瀕臨太平洋的西北方地區則終年豪雨不斷，但在冬季和春季降雨量最大。西部山脈吸收充足的濕氣，降雨量和降雪都相當沉重。喀斯喀特山脈是世界上降雪量最多的地方之一，但海拔較低的沿海地區降雪不多。
近年來由於全球暖化導致的持續性氣候變遷，包括加利福尼亞州、內華達州、亞利桑那州與數個其餘州在內的西部地區自2011年開始發生連續四年的嚴重乾旱，降雪量降至僅僅平均百分之六的歷史新低，導致水庫儲水量大幅削減，同時也導致加利福尼亞州農業灌溉與民用水源的大幅度限制。加利福尼亞州更是在2015年4月1日宣布該州有史以來首個大幅減少用水量百分之二十五的行政命令。

## 外部連結
- National Weather Service （页面存档备份，存于）